# هاشیگوچی گویو

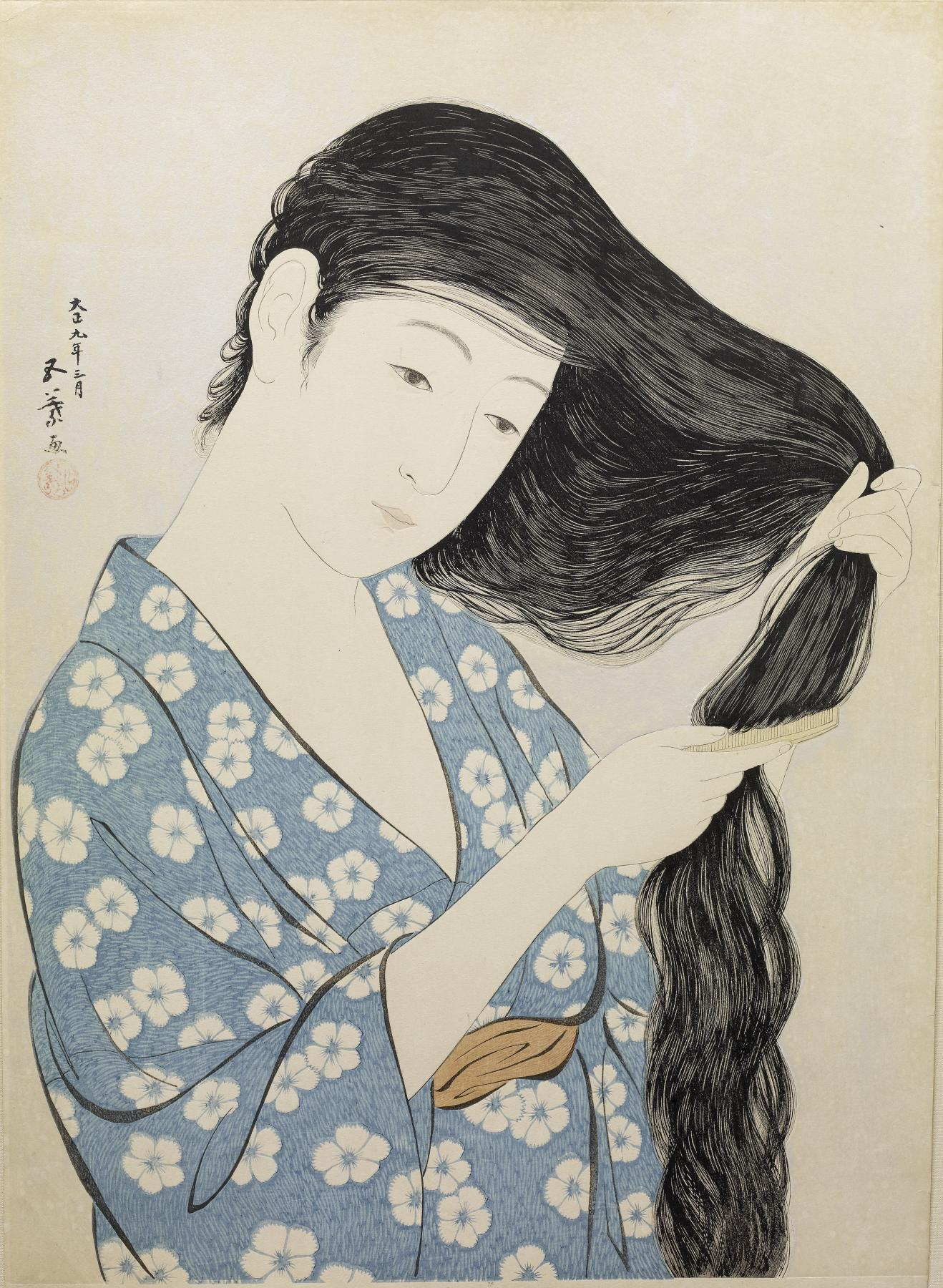
کامیسوکی (شانه زدن موها)، چاپ باسمه‌ای رنگی، متعلق به دوره تایشو، از کارهای معروف هاشیگوچی گوی، ۱۹۲۰ میلادی.

هاشیگوچی گویو (به ژاپنی: 橋口 五葉، Hashiguchi Goyō)، (زاده ۲۱ دسامبر ۱۸۸۰–۲۴ فوریه ۱۹۲۱)، هنرمندی ژاپنی بود.
گویو کمال‌گرا بود و پیش از مرگ زودهنگامش تنها ۱۳ باسمه طراحی کرد.

## آغاز زندگی
او با نام هاشیگوچی کیوشی (Hashiguchi Kiyoshi) در استان کاگوشیما زاده شد. پدرش، کانمیزو (Kanemizu)، یک سامورایی و یک نقاش آماتور در سبک شیجو بود. در ۱۸۹۹ هنگامی که کیوشی ده‌ساله بود، پدرش برایش یک معلم نقاشی سبک کانو استخدام کرد. کیوشی با ورود به مدرسه هنرهای زیبای توکیو نام گویو را انتخاب کرد و در سال ۱۹۰۵ به عنوان بهترین شاگرد کلاس فارغ‌التحصیل شد. او نام گویو را به خاطر علاقه‌اش به پنج کاج سوزنی‌برگ خانه پدرش انتخاب کرد.

## کارهای اولیه
اولین قراردادش برای کشیدن نقاشی‌های کتاب من یک گربه‌ام نوشته ناتسومه سوزکی در سال ۱۹۰۵ بود. پس از این کار به نقاشی کتاب‌های نویسندگان دیگری چون فوتاباتی شی‌می، اوچیدا روآن، موریتا سوهی، جین‌ایچیرو تانیزاکی، ناگای کافو و کایوکا ایزومی پرداخت.
در ۱۹۰۵ جایزه‌ای در نمایشگاه بونتون به خاطر یک نقاشی رنگ‌روغن اوکی‌یوئه برد اما استقبال‌های کم‌رنگ بعدی از آثارش او را ناامید کرد. در ۱۹۱۱ جایزه‌ای به خاطر پوستری اوکی‌یوئه از مغازه‌های زنجیره‌ای میتسوکوشی دریافت کرد. سپس به یکی از پیروان جدی مکتب نقاشی اوکی‌یوئه تبدیل شد و به مطالعه کارهای بزرگان این سبک پرداخت و دربارهٔ استادانی چون اوتامارو، هیروشیگه و سوزوکی هارونوبو مقاله‌هایی نوشت. از ۱۹۱۴ در حالیکه از بیماری بری‌بری ضعیف و ناتوان گشته بود در مطالعاتی دربارهٔ اوکی‌یوئه برای خبر هنری (Bijutsu-shinpō) و مجله اوکی‌یوئه شرکت داشت.

## مرگ

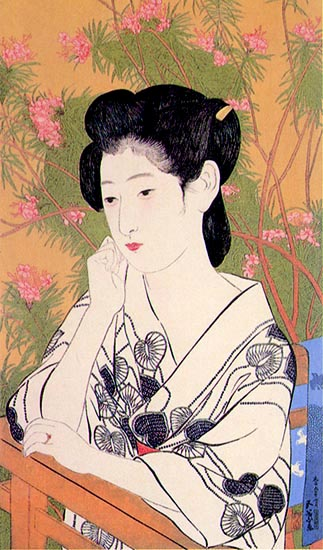
هتل بهاری داغ، این آخرین باسمه‌ای بود که هاشیگوچی در بستر مرگ بر روند چاپ آن نظارت کرد.

در پایان سال ۱۹۲۰، مشکلات سلامتی او به مننژیت تبدیل شدند. او در بستر مرگ بر آخرین کار خود با نام هتل بهاری داغ نظارت کرد و پیش از پایان آن در فوریه ۱۹۲۱ در سن ۴۱ سالگی درگذشت.
از گویو چندین طراحی برجای ماند که برادر بزرگترش و خواهرزاده‌اش پس از مرگ او هفت تا از آنها را چاپ کردند. نقاشی و چاپ این کارها بر عهده مائدا کنتارو و هیرای کویچی بود.
نقاشی‌های گویو همگی دارای استانداردهای بالایی بودند و معمولاً در همان چاپ اول با قیمت‌های بالایی به فروش می‌رسیدند. اما با این همه او تنها در دو سال به چاپ چنین آثار استادانه‌ای دست زده بود.
قالب‌های اصلی چهارده نقاشی باسمه‌ای گویو در زمین‌لرزه بزرگ کانتو در سال ۱۹۲۳ از بین رفتند اما با این حال هنوز هم کارهای او چاپ مجدد می‌شوند و معمولاً در لبه آن مهر کوچکی وجود دارد که در نسخه‌های اصلی نیست.